# Оловенка (приток Березайки)
Оловенка — река в России, протекает в Бологовском районе Тверской области. Река вытекает из озера Оловенец и течёт сначала на север, затем на северо-восток. Устье реки находится в 13 км по правому берегу реки Березайка у деревни Ловница Березорядского сельского поселения. Длина реки составляет 3,2 км.

## Данные водного реестра
По данным государственного водного реестра России относится к Балтийскому бассейновому округу, водохозяйственный участок реки — Мста без р. Шлина от истока до Вышневолоцкого г/у, речной подбассейн реки — Волхов. Относится к речному бассейну реки Нева (включая бассейны рек Онежского и Ладожского озера).
Код объекта в государственном водном реестре — 01040200212102000020414.